# HD244933
HD244933 є хімічно пекулярною зорею спектрального класу
A1 й має видиму зоряну величину в смузі V приблизно 11,5.

## Пекулярний хімічний вміст
Зоряна атмосфера HD244933 має підвищений вміст 
Si
.